# 세스나

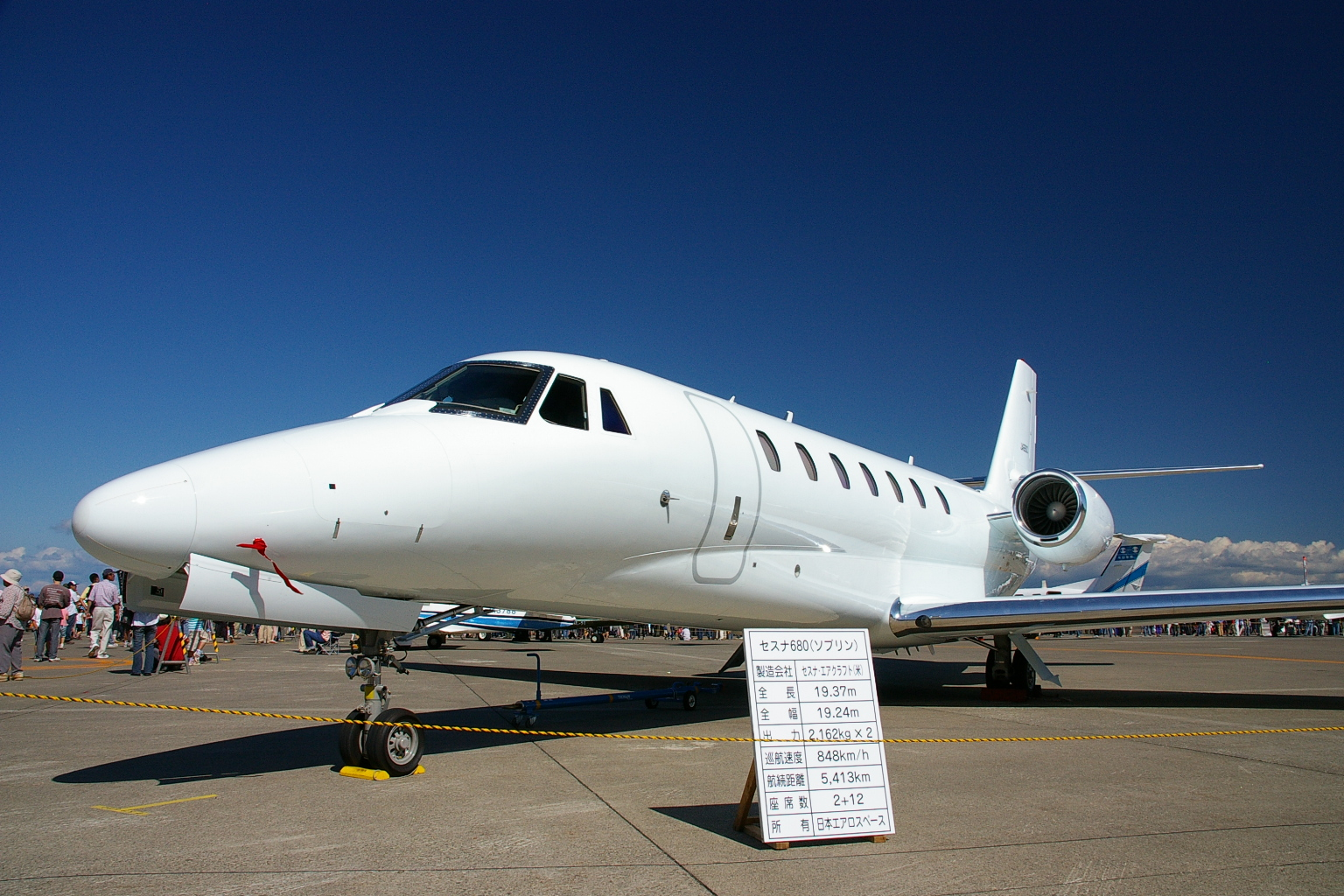

세스나(영어: Cessna Aircraft Company)는 1927년에 캔자스주 위치토에 설립된 미국의 경비행기 비즈니스 기계 제조 업체이다. 비치크래프트, 파이퍼 에어크래프트와 더불어 경비행기 미국 3대 메이커 중 하나이다. 텍스트론 항공(Textron Aviation)이 세스나의 모기업이다.

## 제작 기종
- 세스나 T-37
- 세스나 208 캐러밴
- 세스나 150
- 세스나 172
- 세스나 182
- 세스나 525
- 세스나 560